# Raz-de-marée aux Pays-Bas en 1682
Le raz de marée du 26 janvier 1682 est une onde de tempête qui a frappé la région du Delta aux Pays-Bas et en Flandre. À cause d'une combinaison entre une marée de vive-eau et une tempête avec des vents de nord-ouest, la montée des eaux a été exceptionnelle et a provoqué de nombreuses inondations. Les villages Valkenisse, Bommenede, Retranchement sont inondés. À Goeree-Overflakkee, on recense vingt-deux noyés. À Dordrecht, un moulin s'effondre sur ses occupants, des personnes y ayant cherché refuge, dont dix sont tuées.